# قلعة الحيل
تقع قلعة الحيل في وادي الحيل غرب الفجيرة في الإمارات العربية المتحدة. ويعود تاريخ بناء القلعة لعام 1830.
يتكوّن الحصن من وحدة سكنية كبيرة تضمّ قاعات كبرى لاستقبال الزوار، وأخرى للاجتماعات وغرف للنوم ومخازن ومطبخ. يُحاط الحصن بسور حصين تتخلله فتحات كانت تُستخدم لرمي الأسلحة الكبيرة والصغيرة. وتنتصب داخل باحة الحصن ثمانية أعمدة يبلغ ارتفاع كلّ منها 3 أمتار وقطرها 20 سم، وهي مطليّة بالصلصال المحروق. قامت هيئة السياحة والآثار بالفجيرة في عام 2009 بصيانة وترميم شامل لهذا الموقع. كما أعيد ترميم وتأهيل برج المراقبة الذي يقع على قمة الجبل ويُطل على الوادي والقرية، بُنيت قلعة الحيل من الطين والطابوق والحصى والعروق الخشبية.

## الاسم
نُسب اسم حصن الحيل إلى قرية الحيل الواقعة على الضفة العربية لوادي الحيل في إمارة الفجيرة في دولة الإمارات العربية المتحدة. استنادا إلى نتائج التحليل الكيميائي لكربون 14، فإن الحصن بني في عام 1932م. وتم بناء الحصن لحماية إمارة الفجيرة من الهجوم، حيث كان بمثابة قاعدة للمراقبة. أصبحت قرية الحيل مهجورة منذ سبعينيات القرن الماضي بعد هجرة سكانها إلى قرية أخرى أسفل الوادي. هناك أدلة بأن المنطقة مسكونة منذ فترة أم النار بعد اكتشاف مقابر أم النار ونقوش من العصر الحديدي، والتي تعج تحت النهديد حاليا بسبب عمليات البناء.

## مربعة الحيل
تهدم الحصن منذ فترة طويلة، وبعد ذلك بُنيت مربعة الحيل، في عهد محمد بن حمد الشرقي، على ربوة عالية، يصل ارتفاعها إلى 13 كم تقريبا عن سطح الأرض. واستخذم في بناء المربعة كل من الحصى والطين المحروق والعروق الخشبية والسعف وأخشاب الكندل.
وبالقرب من المربعة، بنى الشيخ عبد الله بن حمدان الشرقي بيتا له ويتكون من دورين وغرف ومطبخ ومجالس داخلية وخارجية ومخازن ومسجد خاص. واليوم تقف مربعة الحيل لتكون نصب تذكاري لحصن الحيل وتاريخه كجزء من إرث الفجيرة ودولة الإمارات العربية المتحدة.

## صور من المكان

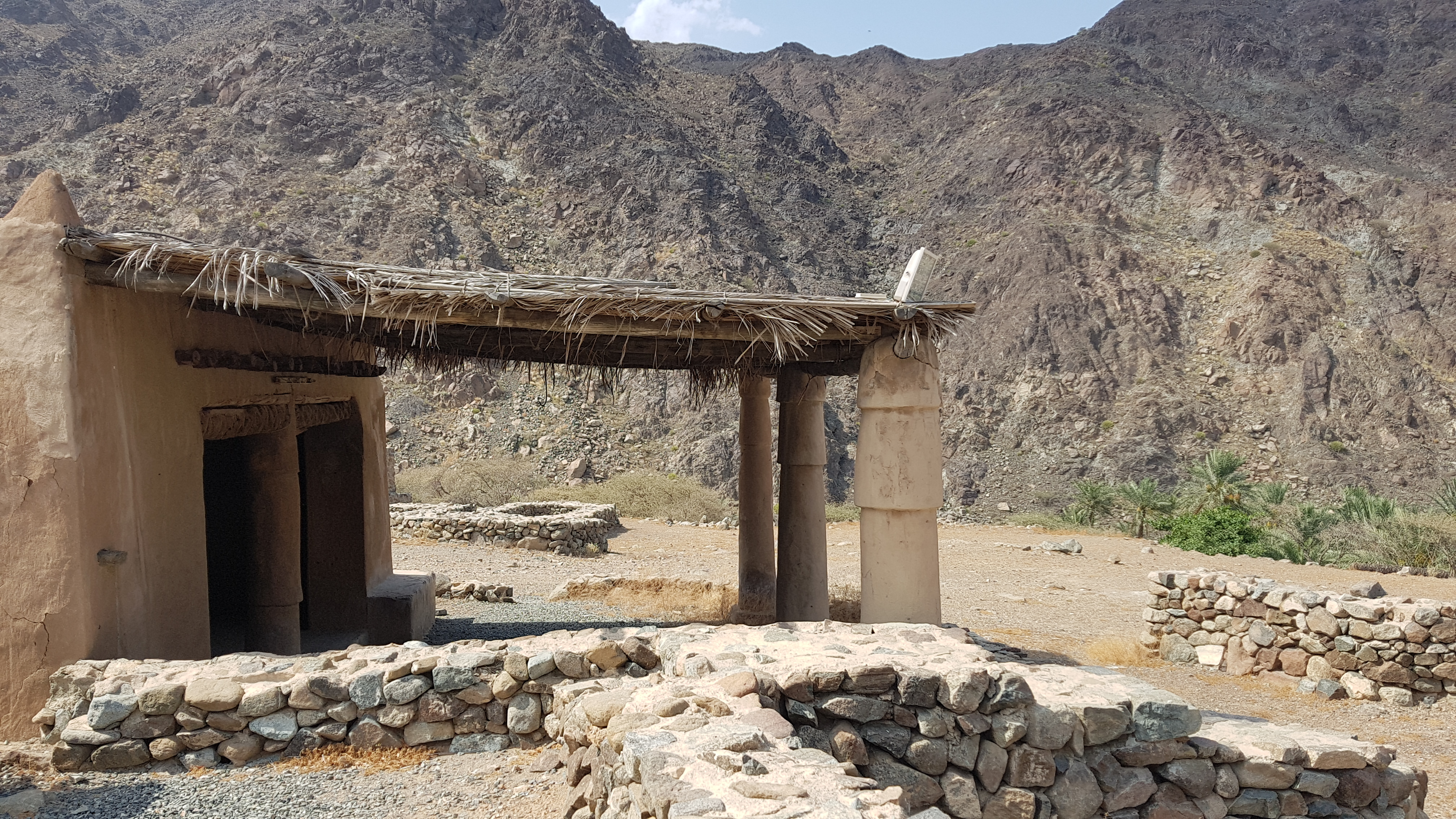
مجلس في قلعة الحيل
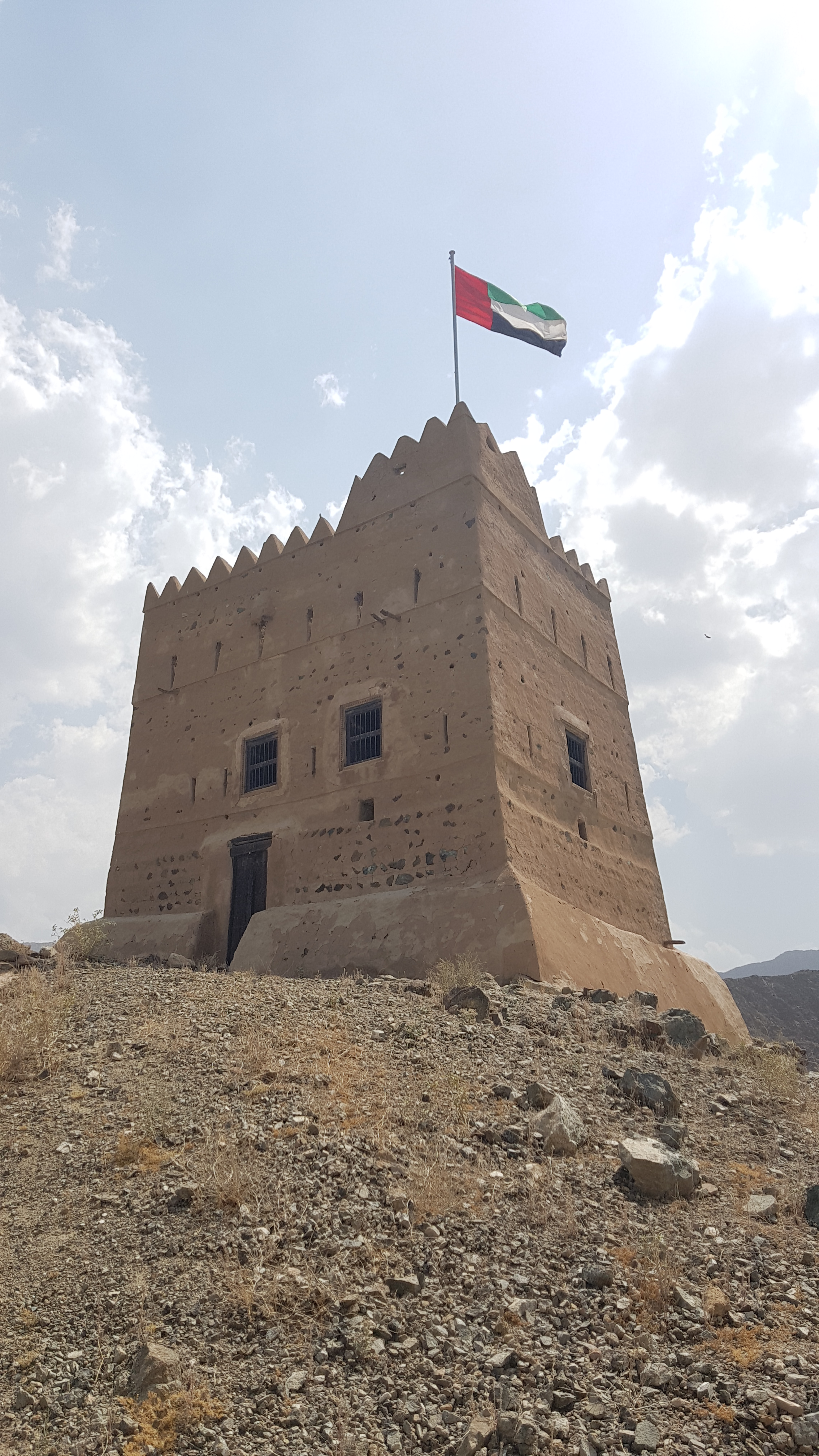
يُطل برج المراقبة على قلعة الحيل والوادي والقرية
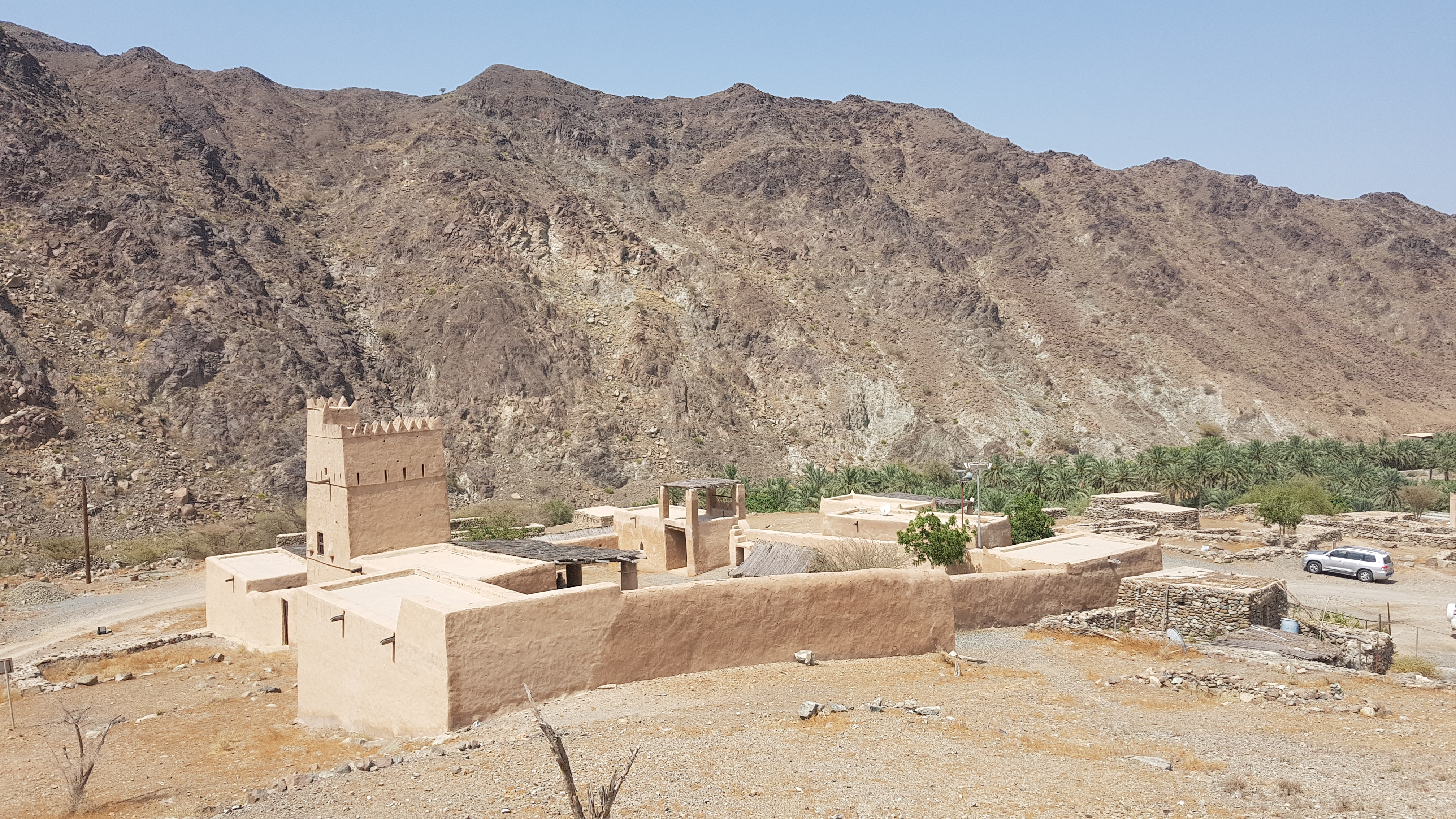
قلعة الحيل